# Damon Heta
Damon Heta (Perth, 1987. augusztus 10. –) ausztrál dartsjátékos. 2008-tól a Professional Darts Corporation tagja. Beceneve "The Heat".

## Pályafutása

### PDC
Heta eleinte az ausztrál DPA versenyein indult, majd első jegyzett sikere a 2014-es Sydney Darts Masters-re való kvalifikáció volt, amely tornán az első körben 6–0-ra kikapott Dave Chisnall-tól.
2016-ban Heta az Auckalnd Darts Masters-re is kvalifikálta magát, melyen szintén az első körben kiesett, ezúttal Michael van Gerwen-től 6–3-ra kapott ki.
2018-ban szintén hazájában jutott ki egy World Series of Darts tornára, ezúttal a Melbourne Darts Masters-re, ahol első körben 6–5-re legyőzte jóbarátját Kyle Andersont, majd a negyeddöntőben 10–7-re kikapott a skót Gary Anderson-tól, akitől egy héttel később újabb vereséget szenvedett a Brisbane Darts Masters torna első fordulójában.
Heta 2019-ben megnyerte a DFA Australian Open Darts versenyét, az elődöntőben az akkoriban a BDO versenyein induló Jim Williams-t 8–1-re győzte le, a döntőben a szintén BDO játékos Scott Mitchell-t 10–9-re verte meg, amivel megszerezte a 15 000 dolláros pénzdíjat.
Ebben az évben három World Series of Darts tornára is kvalifikálta magát Ausztráliában és Új-Zélandon.
A 2019-es Brisbane Darts Masters tornán első PDC-s döntőjét vívhatta Rob Cross ellen, akit 8–7-re sikerült is legyőznie, ezzel megszerezve első PDC-s tornagyőzelmét. A Melbourne Darts Masters első fordulójában James Wade-t győzte le, viszont a negyeddöntőben már vereséget szenvedett Cross-tól.
Az év további részében a PDC-nél a New Zealand Darts Masters tornán vett rész, de már az első fordulóban kiesett.
2020 januárjában Heta megszerezte a PDC Tour kártyáját a Q School tornán elért negyedik helyével, így a következő két évben már elnyerte a jogosultságot, hogy a Pro Tour tornákon is részt vehessen.
A 2022-es PDC World Cup of Dartson Heta a csapattársával, Simon Whitlockkal megnyerte a csapatvilágbajnoki címet, majd 2022 októberében a Gibraltar Darts Trophy tornán megszerezte első European Tour sikerét.

## Világbajnoki szereplései

### PDC
- 2020: Második kör (vereség  Glen Durrant ellen 0–3)
- 2021: Első kör (vereség  Danny Baggish ellen 2–3)
- 2022: Harmadik kör (vereség  Peter Wright ellen 2–4)
- 2023: Harmadik kör (vereség  Joe Cullen ellen 0–4)
- 2024: Negyedik kör (vereség  Scott Williams ellen 1–4)
- 2025: Harmadik kör (vereség  Luke Woodhouse ellen 3–4)

## Döntői

### PDC World Series of Darts-tornák: 3 döntős szereplés
| Történet                    |
| World Series of Darts (1–2) |

| Eredmény | Sorszám | Év   | Bajnokság                     | Ellenfél a döntőben | Pontok  |
| Győztes  | 1.      | 2019 | Brisbane Darts Masters        | Rob Cross           | 8–7 (l) |
| Döntős   | 1.      | 2023 | New South Wales Darts Masters | Rob Cross           | 1–8 (l) |
| Döntős   | 2.      | 2024 | New Zealand Darts Masters     | Luke Humphries      | 2–8 (l) |

### PDC csapatversenyek: 1 döntős szereplés
| Eredmény | Sorszám | Év   | Bajnokság          | Ország     | Csapattárs     | Ellenfél a döntőben                   | Pontok  |
| Győztes  | 1.      | 2022 | World Cup of Darts | Ausztrália | Simon Whitlock | Wales (Gerwyn Price és Jonny Clayton) | 3–1 (m) |

1. 1 2  (l) = pontszám legekben, (sz) = pontszám szettekben, (m) = pontszám mérkőzésekben.

## További tornagyőzelmei
| PDC-csapatvilágbajnokság - PDC World Cup of Darts (csapat): 2022 Players Championships - Players Championship (BAR): 2022 (x2) - Players Championship (HIL): 2023 - Players Championship (LEI): 2023, 2024 - Players Championship (MK): 2024 - Players Championship (NIE): 2020 - Players Championship (ROS): 2025 European Tour - Gibraltar Darts Trophy: 2022 World Series of Darts Events - Brisbane Darts Masters: 2019 PDC Home Tour - Home Tour 3: 2020 | DPA Pro Tour - DPA Australian Open: 2016 - DPA Australian Singles: 2014 - DPA Pro Tour (Barooga): 2019 (x2) - DPA Pro Tour (Barrack Heights): 2019 (x2) - DPA Pro Tour (Brisbane): 2019 - DPA Pro Tour (Canberra): 2019 - DPA Pro Tour (Melbourne): 2019 (x2) - Australian Darts Open: 2019 - Australian Masters: 2018, 2019 - Pacific Masters: 2011 - Sydney Masters Qualifier: 2014 - West Coast Classic: 2015 |

## Televíziós 9 nyilasai
| Dátum              | Ellenfél       | Torna              | Kombináció                      | Díjazás  |
| ------------------ | -------------- | ------------------ | ------------------------------- | -------- |
| 2024. december 27. | Luke Woodhouse | PDC Világbajnokság | 3 x T20; 3 x T20; T20, T19, D12 | 60 000 £ |